# Trox nigrociliatus
Trox nigrociliatus är en skalbaggsart som beskrevs av Hermann Julius Kolbe 1904. Trox nigrociliatus ingår i släktet Trox och familjen knotbaggar.

## Underarter
Arten delas in i följande underarter:
- T. n. nyassicus
- T. n. nyansanus